# Wish You Were Here (canção de Pink Floyd)
"Wish You Were Here" é a quarta faixa do álbum de estúdio Wish You Were Here, da banda inglesa Pink Floyd. Sua letra é, como boa parte do álbum, dirigida a Syd Barrett, entretanto ela pode ser interpretada como um desabafo de uma pessoa que sente falta de outra. Contudo, no documentário The Story of Wish You Were Here, Waters refere-se à letra como um debate interno de uma pessoa consigo mesma, uma parte querendo seguir a vida conforme as conveniências da sociedade e a outra parte debatendo-se para libertar-se dessa forma enjaulada de vida.
O riff que deu origem à música foi criado por David Gilmour durante uma sessão na Abbey Road Studios. Roger Waters escreveu a letra e também trabalhou na composição da música, ao lado de Gilmour.
"Wish You Were Here" foi incluída na compilação Echoes: The Best of Pink Floyd de 2001 e lançada como single digital em 2013.
Em 2011, a revista Rolling Stone escolheu a canção como a 324ª melhor canção de todos os tempos.

## Ficha técnica
- David Gilmour - vocais, scat, violões de 6 e 12 cordas, pedal steel guitar e efeitos de áudio
- Roger Waters - baixo, composição e efeitos de áudio
- Richard Wright - piano Steinway e minimoog
- Nick Mason - bateria e efeitos de áudio

## Wish You Were Here (Live)
"Wish You Were Here (Live)" é um single da banda britânica de rock Pink Floyd, lançado em julho de 1995. Consiste na gravação ao vivo da canção "Wish You Were Here", da turnê que originou o álbum Pulse, do mesmo ano. Como B-side, o grupo incluiu as versões ao vivo de "Coming Back to Life" e "Keep Talking". Foi o último single da banda até o ano de 2014.

## Faixas
1. "Wish You Were Here" (Live)
2. "Coming Back to Life (Live)"
3. "Keep Talking (Live)"